# Acanthorhinischia coronata
Acanthorhinischia coronata är en insektsart som beskrevs av Max Beier 1954. Acanthorhinischia coronata ingår i släktet Acanthorhinischia och familjen vårtbitare. Inga underarter finns listade i Catalogue of Life.